# Joaquim Lloret i Homs
Joaquim Lloret i Homs (* 1890 in Barcelona; † 1988 ebenda) war ein spanischer Architekt katalanischer Herkunft.

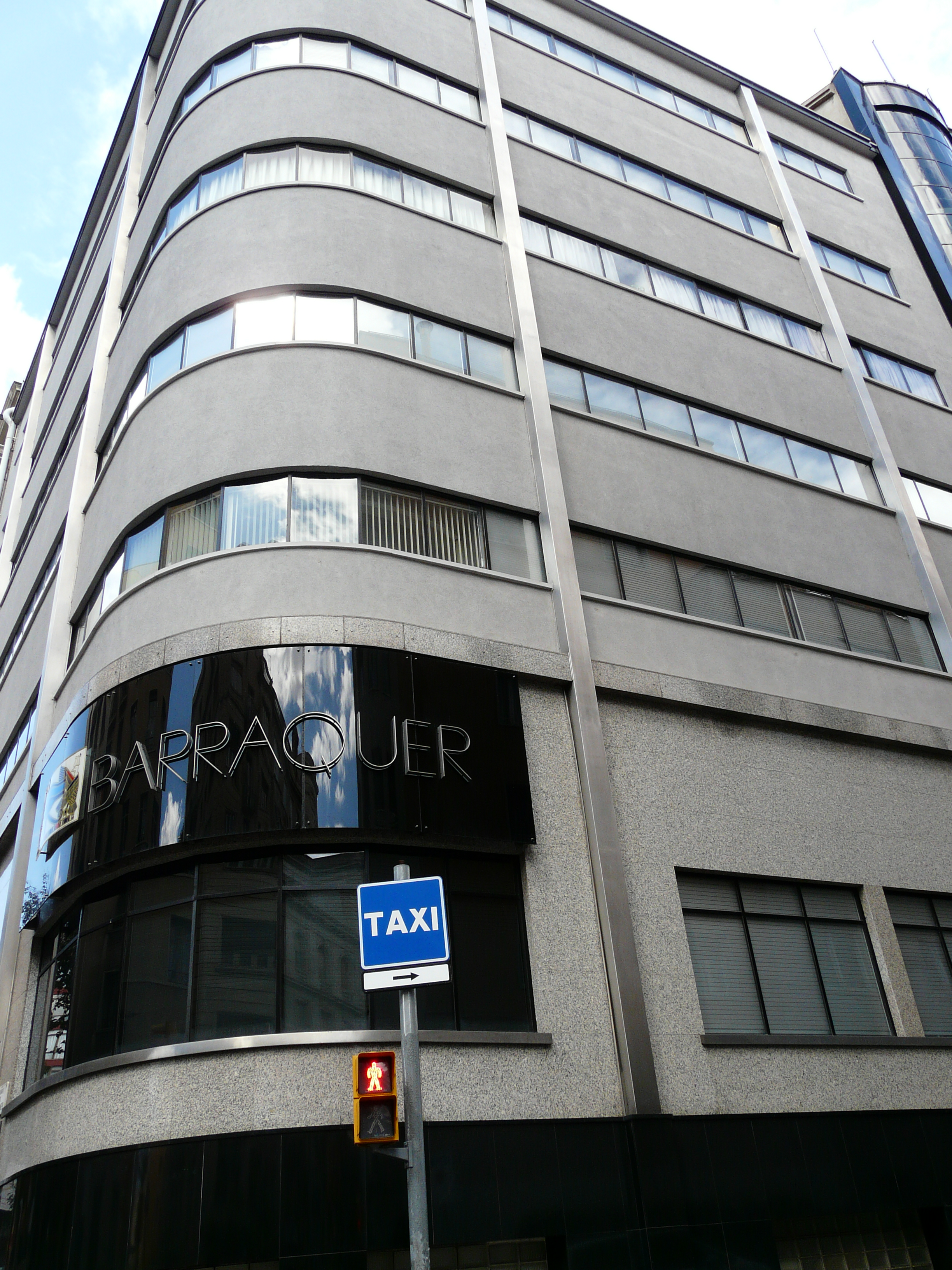
Clínica Barraquer (1940), Barcelona

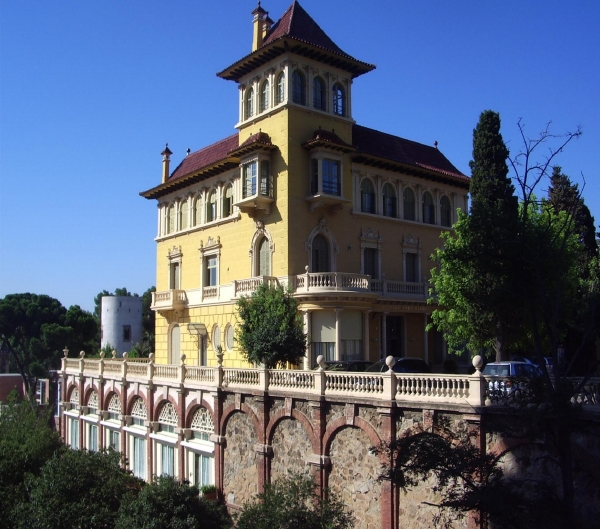
Quinta de Sant Isidre (1920), Barcelona

## Werke
Joaquim Lloret i Homs schloss 1915 das Architektur-Studium in Barcelona ab. In der Folge entwarf er verschiedene Villen in Barcelona, wie zum Beispiel die turmartige Quinta de Sant Isidre (1920), gebaut in Sarrià-Sant Gervasi im Auftrag von Isidre Pons de Pascual, und die Torre de San Fernando (1918) des Geschäftsmannes Emilio Heydrich Martínez, Carrer Iradier 9–11, welche heute die Mossos d’Esquadra beherbergt.
Bekannt wurde er vor allem jedoch durch den rationalistischen Bau der Clínica Barraquer (1934–1939) des Augenarztes Ignacio Barraquer, in der Straße Muntaner 314. Das Gebäude wurde in der Zeit der GATPAC (dabei handelt es sich um die spanische Vereinigung von Architekten und Künstler der zweiten spanischen Republik) erstellt, ist aber sichtlich mehr von der zentraleuropäischen Architektur der 30er Jahre geprägt. Bedeutend ist hier insbesondere die Spiral-Treppe.
Lloret i Homs errichtete darüber hinaus mehrere heute unter Denkmalschutz stehende Wohnhäuser wie das El Rancho Grande (1944), in der Via Augusta zwischen den Straßen Muntaner und Santaló oder die Häuser der Carrer Josep Bertrand 5, welche er zusammen mit Teodoro Torné und Teresa Rovira entwarf.